# Нова історична наука
Нова історична наука («нова наукова історія», «нова історія», «нова соціальна історія») — під цим найменуванням у світовій науці середини — другої половини XX століття заявив про себе потужний інтелектуальний рух, який поставив під сумнів традиційні прийоми історичного пізнання і історіописання, вироблені науковою думкою ХІХ ст., так само як і сформовану тоді ж систему організації наукового знання в галузі суспільних наук, що поділяються на сепаратні, зі суворо окресленим дослідним полем дисципліни. Термін «нова наукова історія» доцільно застосувати до ряду зближених методологічно нових течій у західній історіографії і теорії історії, котрі беруть початок від 60-х років. Їхньою спільною рисою є прагнення посилити науковий характер історії, залучивши для цього методи і здобутки інших наук, передусім соціальних, психології і математики.

## Виникнення і особливості
Нова історична наука стверджувала ідею цілісності ансамблю гуманітарних (соціальних) наук по суті як наук про людину і тим самим новий метод підходу до пізнання минулого в його культурно-соціальній цілісності («тотальності»), в якій історичній науці відводилася особливе становище як простору, який синтезує знання і вченість.
Піонером «нової історії», як соціально та культурно орієнтованого спрямування історичних досліджень, і її визнаним лідером є Школа Анналів.
У повоєнні десятиліття чисельність прихильників «нової історії» стрімко зростає. Вона заявляє про себе університетськими групами, об'єднаннями, як, наприклад, німецька Білефельдська школа соціальної історії, Кембриджська група з історії народонаселення і соціальних структур, Паризький центр історичних досліджень та ін. Центрами тяжіння прихильників нової історії стають вже в 50-і рр. спеціалізовані історичні видання: «Past and Present» (1952) у Великій Британії; «Comparative Studies in Sociology and History» (1957) — англо-американське періодичне видання в США; польський «Kwartalnik Historii Kultury Materialnej» (1952); журнал італійських істориків і археологів «Quaderni Storici» та ін.
У 70-ті рр. нова історія, як напрямок досліджень, стверджується в національних історіографіях майже всіх європейських країн і в США у вигляді робочих груп, кафедр, відділів інститутів.
У 80-90-і рр. термін «нова історія» (так само як: «нова історична наука», «нова соціальна історія») все частіше починає вживатися у значенні збірному, для позначення окремих позицій і напрямків, опозиційних традиційному позитивізму і ортодоксальній марксистській концепції соціальної історії.

### Спільні рисиметодологіїконкретних напрямків «нової наукової історії»
1. переважну увагу до вивчення колективів і повторюваних соціальних явищ, залишаючи в основі думку, що реальність є результатом соціального і культурного розвитку;
2. використання і обробку масових джерел з метою витягнення з них «прихованої» інформації, яка виявляється у процесах;
3. обов'язкову побудову моделей досліджуваних явищ та їхню перевірку фактичним матеріалом;
4. відмову від побудови загальноісторичних теорій і гіпотез, котрі провадять до спекулятивних висновків
5. нова історія відкидає позитивістський досвід історіописання і притаманне йому уявлення про функції історика як реєстратора подій або витлумачувача їх розвитку в минулому, як дії універсальних законів і закономірностей. Традиційну концепцію «історії-оповіді», нова історія протиставляє концепцію «історії-проблеми», принципово змінює статус історика в процесі пізнання і його евристичні установки. «Нова історія» орієнтується не на опис фактів, але на «дешифрування» — реконструкцію — розуміння глибинного сенсу їх повідомлень, систем уявлень, що стоять за ними, автоматизмів свідомості і поведінки, соціально-психологічних установок. Лише при такій процедурі, відповідно до концепції нової історії, історичний пам'ятник отримує статус джерела, а його повідомлення — факт історії.
6. «нова історія» ставить метою розробку «тотальної» історії, що враховує і вбирає в себе всі аспекти активності людських спільнот і все різноманіття сфер соціальної практики людини в їх системно-структурній цілісності і соціокультурній єдності.
7. «нова історія» відкрила час як історичну і культурну категорію і предмет вивчення істор. науки: люди не народжуються з «почуттям часу». Їх тимчасові, також як і просторові уявлення та поняття завжди визначені тією культурою, до якої вони належать. Нова історія висунула концепцію множинності соціального часу і наявності «різних часів» в конкр. історичному суспільстві.
8. «нова історія» поставила питання про важливість і необхідність міждисциплінарної практики історії та гуманітарних (соціальних) наук як наук про людину, підкресливши при цьому визначальну роль історії, бо вона на відміну від інших галузей гуманітарного знання, аналізує людський феномен у всіх його культурних і соціальних іпостасях.

### Особливості методології «нової історичної науки»
«Нова історична наука» суттєво вплинула на методи історичного дослідження. Її провідними експериментами став кількісний аналіз і міждисциплінарний підхід, вони застосовувались для дослідження екологічної, політичної і, особливо, соціальної історії.
«Кількісна історія» використовувала видані статистичні прийоми лише для підтвердження, ілюстрації історичного опису. Однак згодом кількісний (квантитативний) метод почав застосовуватись при наступній обробці джерел за складеного заздалегідь програмою. Вибудувавши гіпотетично-теоретичну модель якогось процесу, наприклад, економічного розвитку, дослідник потім перевіряв істинність цієї моделі математичним методом.
Коло джерел, пристосованих для використання, постійно розширювалось, охоплюючи найрізноманітніші галузі: переписи населення, приходські книги, шлюбні контракти і т. д. У зв'язку з тотальною комп'ютеризацією виник новий вид джерел (у вигляді записів на перфокартах і магнітних дисках — дискетах). Зрозуміло, такі джерела передбачають тільки машинну обробку. Відмічаючи ці нові явища, французький історик Р. Робен писав: «Історик став статистиком, демографом, соціологом, для нього не складають більше таємниці статистичні варіації, логарифмічні графіки».
Широким полем застосування кількісних методів стала економічна історія, яка максимально наближена до статистики. Нові методи дозволили на основі «серійних джерел» (податкова статистика, дані про земельні наділи, записи актів громадянського стану) будувати моделі окремих історичних явищ. Черговими етапами досліджень стали промисловий переворот та індустріалізація, аграрна історія, торгівля, географічна і соціальна мобільність.
Іншою галуззю застосування кількісного аспекту стала політична історія. Дослідники аналізували виборчі кампанії, зокрема, голосування представників різних груп.
Особливо обширною і впливовою галуззю історичної науки за тематичним охопленням була так звана «нова соціальна історія». У полі її зору — соціальні структури і соціальні процеси у суспільстві, статус основних соціальних груп, соціальні рухи. Виділились у окремі гілки (субдисципліни) «нова робітнича історія», історія етнічних меншин, жіночий рух, історія СМТ, міська і локальна історія та інші. У соціологічних дослідженнях була розроблена «теорія конфлікту».
Використовуючи нові досягнення психології, етнопсихології, антропології та інших наук, дослідники історії аналізують форми ведення домашнього господарства, шлюб, взаємовідносини членів сім'ї, проблему поколінь, форми сім'ї і т. д.
Нові соціальні історики приділяють менше уваги матеріальним мотивам поведінки людей, зосереджуючи увагу на національних та культурних поглядах, релігійних віруваннях, моральних цінностях, освіті, специфіці соціальних груп. Вони доводять, що люди ведуть себе екологічних і політичних ситуаціях далеко не адекватно місцю, яке вони займають у соціальних структурах.
У соціальній історії широко застосовувався метод просопографії (колективної біографії). Він широко використовувався при вивченні історії соціальних груп і населених пунктів.
Поширювалась і компаративна історія (лат. Corparativus — порівняльний) — це порівняльно-історичний метод у дослідженнях. Історія, що будується на порівняннях історичних явищ.
Успішно застосовувався міждисциплінарний підхід з опорою не тільки на соціологію. Широко використовується так званий «аналіз змісту» (контент-аналіз), який включав застосування психологічних і філологічних методів вивчення лексики. Це дозволило поглибити вивчення одних документів і допомагало у встановленні авторства інших. Цей метод, зокрема, був успішно застосований при дослідженні газет Північно-Американських колоній для вияснення росту національної самосвідомості американців напередодні війни за незалежність.
З «новою науковою історією» співзвучна «кліометрика» (від Кліо — музи історії у давньогрецькій міфології), яка народилася у США й там здобула найбільше прихильників (можливо правильніше було б назвати напрям «новою соціально-політичною історією»). Поява ЕОМ і гучні успіхи інформатики сприяли виникненню надій, що квантифікація розв'яже усі теоретичні проблеми в історії, перетворить її у сувору науку на зразок природничих, усуне суб'єктивізм і описовість.
У 60-80-ті роки у країнах Європи, Америки і Азії виникли десятки асоціацій і товариств із квантифікації історичної інформації. 1976 р. у США повстала Асоціація соціально-наукової історії, яка нині об'єднує понад тисячу дослідників. У Європі крупні кліометричні центри діють у Франції, Бельґії, Голландії, Великій Британії, ФРН та інших країнах. У 80-х роках перша науково-дослідна лабораторія із застосування математичних методів в історії була створена в Україні — у Дніпропетровському університеті (керівник — В.Підгаєцький).

## Розвиток «нової історичної науки» у різних країнах

### Франція
На рубежі 60 — 70-х років починається криза броделівських «Анналів», яка була викликана певною вичерпаністю концепції «глобальної» історії. Тому «третє покоління» школи «Анналів» звернулося до мікроісторії та внесло істотний внесок у формування історичної антропології в сучасній французькій історіографії. Криза концепції «глобальної історії» викликала до життя феномен «нової історичної науки», яка, спираючись на досягнення школи «Анналів», значно відрізнялася від неї.
Термін «нова історія» пов'язують з представником французької Школи «Аннали» Жаком Ле Гоффом, який 1978 р. опублікував збірник есеїв під такою назвою.
Важливим етапом становлення «нової історичної науки» став вихід у 1974 р. тритомного збірника статей «Техніка історії» під редакцією відомого представника школи «Анналів» Жака Ле Гоффа і політолога П'єра Нора. Метою збірника було проілюструвати нові напрямки в історичній науці, показати новий тип історіописання, намітити шляхи, по яких повинна була розвиватися історична наука. Передбачалося, що «нова історіографія» апріорі буде відкрита для міждисциплінарного підходу до історії.
Центральна ідея, яку проводили автори «Техніка історії», полягала у прагненні повернути подієву історію в сферу уваги істориків. Для цього вони були готові пожертвувати броделівською концепцією «глобальної історії». Перехід до мікроісторії відповідно припускав розширення тематики досліджень. У полі зору представників «нової історичної науки» виявилися такі проблеми як історія сім'ї та шлюбу, історія відношення до смерті, історія хвороб та медицини, роль клімату, значення міфології і символів, історія грамотності та освіти і т. д. Відмінною рисою "нової історії"стало застосування кількісних методів дослідження. Характерним прикладом «нової історичної науки» у Франції стала робота Еммануеля Ле Руа Ладюрі «Монтайю» (1975), в який показано повсякденне життя пірінейського села на рубежі XIII—XIV століть.

### США
У 60-ті роки американська історична наука вступає в новий етап свого розвитку, який характеризується її якісними змінами. Нові тенденції в історіографії стали наслідком змін в американському суспільстві в бурхливі 60-ті. Підйом ліберального руху, загострення соціальних, політичних, расових конфліктів, крах консервативної стабілізації перших повоєнних років і 50-х років — все це не могло не відбитися на стані американської історіографії, в якій відбулося розмежування між лібералами і консерваторами.
У ситуації кризи школи «консенсусу» в історіографії США починає формуватися «нова історична наука». Головною рисою цього напрямку став міждисциплінарний методологічний підхід, а її особливістю використання кількісних методів дослідження. Тому «нову історичну науку» часто також називають «новою економічною історією» або кліометрією (вимірюючою історіографією). Потім на основі кліометрії стали формуватися «нова соціальна історія», «нова політична історія» і т. д. ЇЇ формування у 60-х роках почалося в університетах Пітсбурга, Чикаго, Рочестера і проходило під великим впливом європейської історіографії, насамперед, школи «Анналів» і англійської «нової соціальної історії». Велику роль відіграли масові рухи в США 60-х р., які підривали положення теорії консенсусу про відсутність серйозних соціальних конфліктів у американській історії.
Представники «нової історичної науки» піддали критиці основні ідеї школи «консенсусу». У центр своїх наукових досліджень історики «нової історичної науки» ставили проблему пошуку закономірностей суспільного розвитку. Найважливішим засобом її вирішення проголошувалася «математизація історії»: широке використання кількісних методів і ЕОМ.
У 1962 р. Американська історична асоціація створила комісію по вивченню можливостей застосування кількісних методів і комп'ютерної техніки у історичних дослідженнях. У тому ж році був створений центр по збору і машинній обробці архівних даних — Міжуніверситетський консорціум політичних і соціальних досліджень при Мічиганському університеті. На початку 1974 р. у цьому своєрідному машинному архіві було зосереджено понад 11 млн перфокарт і інформація по більш ніж 100 країнам. На кінець 70-х рр. історичні дослідження із застосуванням кількісних і машинних методів велися у 600 університетах і коледжах, особливо у історико-економічних дослідженнях. Кліометрія набула загального поширення.
Динамічно розвивалась сфера «нової робітничої історії». Був створений спеціальний історичний часопис «Робітнича історія». Лейтмотивом «нової робітничої історії» стало вивчення свідомості і поведінки робітничої маси, їх зміни в залежності від формування соціокультурного середовища.
Загалом вивчення соціальної історії США значно розширило діапазон досліджень, демократизувало американську історичну науку. Одним із «батьків-засновників» і теоретиків «нової соціальної школи» США був видатний американський історик, автор і редактор 10 книг з соціальної проблематики Деррет Ратмен.
Найбільш плідним стосовно історії виявився напрям «нових істориків», який отримав назву «нової економічної історії», яскраві представники якого американські вчені Роберт В.Фоґель і Дуґлас К.Норт 1993 р. одежали Нобелівську премію в галузі науки. Напрям взяв початок у 1957 р., коли молоді гарвардські вчені А. Г. Конрад і Д. Р. Мейєр представили на конференції американської Асоціації Економічної Історії методологічну доповідь «Економічна теорія, статистичний підхід і економічна історія». Вона мала переломове значення у дослідженні економічної історії, забезпечила поширення нових підходів у американських. а потім університетах багатьох країн. У доповіді йшлося про новий метод дослідження історії господарських відносин, який у загальних рисах вимагав:
1. концептуалізації (гіпотези) предмету вивчення;
2. створення гіпотези на підставі економічної теорії;
3. однозначної постановки дослідницького завдання, яке б вимагало тільки позитивної або негативної відповіді;
4. квантифікації даних історичних джерел;
5. обов'язкового перегляду вже отриманих раніше оцінок і результатів.

Слідом за «новою історичною наукою» з'явилася «нова соціальна історія», в рамках якої сформувалися такі напрямки: нова робітнича історія, нова міська історія, історія соціальних спільнот і т. д. При дослідженні цих проблем «нові соціальні історики» спиралися на методи антропології, психології, соціології та, звичайно ж, на кількісні методи дослідження. «Нові соціальні історики» вивели вивчення феномену соціального на мікрорівень, звернувши увагу на етнічні, релігійні, групові, сільські, міські та сусідські спільності, інститут сім'ї та шлюбу і т. д.
Якщо у більшості країн Європи математичні методи відіграли допоміжну роль у історичних дослідженнях, то у США мали місце спроби побудувати на підставі матметодів і ЕОМ «нову наукову історію» — кліометрику .
Теоретичною підставою для неї послужили положення соціальної психології, які у США отримали назву «біхевіористської» теорії. Ця теорія описувала закономірності поведінки людини або групи людей у певних соціальних ситуаціях. Застосування біхевіористської теорії до історії дало можливість задовільно пояснити поважні політичні події американської історії, наприклад, результати виборів президентів, губернаторів, прийняття законодавчих актів, визначити головні чинники, що впливали на політику США у той чи інший період.
У методологічному плані кліометристи намагалися створити окрему теорію, уникаючи при цьому загальноісторичного синтезу. Суспільство вони розглядали як систему, в якій окремі структурні елементи функціонують майже цілком автономно від цілого суспільства. Тому активно пропагувалося створення різноманітних моделей структур, використання для цього теорій соціальних наук.
Разом з тим, великі сподівання, які покладалися на кліометрику, повністю не виправдались. Особливо це стосується теоретичного аспекту історичних досліджень з використанням комп'ютерної техніки. Виявилося, що історична теорія потрібна як при постановці гіпотез і створенні моделей, так і при інтерпретації отриманих результатів. У цих випадках історик не може обійтися без того чи іншого розуміння суспільства та його організації на певних історичних етапах, ролі і місця окремих його структурних складових.

### Велика Британія
Свою передісторію має «нова історична наука» у Великій Британії. Окрім загальних причин її виникнення, суттєвою передумовою стало виділення ще в міжвоєнний період нових історичних дисциплін — економічної і соціальної історії, кристалізація в числі предметів їх дослідження становища трудящих, історії робітничого руху. Англійська неомарксистська гуманітарна думка спочатку розвивалася в руслі європейської неомарксистської традиції. Історики-неомарксисти відмовилися від ортодоксального марксизму. Використовуючи матеріалістичний підхід до історії, вони на основі міждисциплінарного синтезу дали нове трактування таких категорій як «клас», «народ», «соціальний протест» і так далі. Особливістю становлення «нової соціальної історії» в британській історіографії стало те, що головну роль в її розвитку грали історики-неомарксисти і близькі до них ліволіберальні історики. Ідейно-теоретичним центром «нової соціальної історії» в історіографії Великої Британії, насамперед її неомарксистської складової, став журнал «Минуле і сьогодення» (Past and Present), який почав видаватися з 1952 року і на даний момент входить в число найбільш авторитетних науково-історичних видань Заходу.
Виступаючи проти традиційної описової історіографії, вони виражали впевненість у пізнавальних можливостях історичної науки, вірили в суспільний прогрес. На відміну від США, де в становленні «нової історичної науки» велику роль відіграло звернення до шкільних методів, англійська історіографія насамперед відчула вплив методологічної соціології, демографії, особливо — соціальної антропології, що й визначило обличчя провідного напряму у міждисциплінарній історіографії — «нової соц. історії».
Світоглядне розмежування в «новій історичній науці» виразилось у вибірковості дослідницької тематики: ліберальні історики зосередились на простежуванні еволюції соціальних структур, радікально-демократичні історики і марксисти вивчали поведінку і масову свідомість нижчих соціальних кіл. Одержали всесвітнє визначення роботи Гобсбаума, Томпсона, Рюде, які поєднували неортодоксальний марксизм і методи міждисциплінарного підходу (антропологічні, психологічні, демографічні). Досліджувалась масова свідомість, а також становище британських робітників на фоні «середовища буття», як на макро-, так і на макрорівнях (село, фабрика, місто, графство).
Основним центром історичної науки в Англії стала Кембриджська історико-демографічна школа, її представниками були Т.Ласлетт, У.Хоссінс, У.Шефрігд. Також — Оксфордська школа соціальної історії — Р.Самюел.
У Великій Британії, після проведення 1963 р. загальнонаціональної конференції «Історія, соціологія і соціальна антропологія», нові методи дослідження історії почали активно поширюватися. У 1976 р. за ініціативою Е.Бріґґса було створене «Британське товариство соціальної історії» та його орган «Сошіал хісторі». Подібно до американської «нової економічної історії» британські історики застосовували математичні методи до аналізу соціальних структур і груп. Деякі дослідники намагалися назагал соціологічно трактувати історію, залучаючи марксистську соціологію (Р.Біверс, П.Берк тощо).

### Німеччина
У міжвоєнний період роль ідеографічної історії зросла ще більше. Лише деякі виступали за наведення мостів від історії до соціології. Особливо велике значення в цьому плані мали твори М. Вебера. У концепціях, які він висував, знайшли своє вираження такі принципи, як взаємозв'язок історичної і соціологічної постановок проблем, міждисциплінарний підхід, метод типологічної побудови і моделювання у суспільних науках.
Але деякі ідеї Вебера були сприйняті лише десятиліття по тому і то, спочатку за рубежем, а потім уже в самій Німеччині.
Лише в 60-х роках, коли вслід за німецьким «економічним дивом» почалась форсована НТР, в суспільно-політичному і науковому житті ФРН посилились позиції неолібералів, сформувалось покоління істориків, чуже німецькому ідеологічному історизму. За вивчення соціальних процесів в рамках теорії «індустріального суспільства» одним із перших виступив відомий історик В.Конце. Поступово предметом наукового дослідження стає суспільство і процеси, які в ньому проходять. Г.Ротфель і Т.Шідер звернулись до типологічних конструкцій тих чи інших процесів історичного розвитку на основі застосування теорії «ідеальних типів» Вебера.
Тим не більш, дослідницька практика нової соціальної історії у ФРН значно відставала від теоретичних розробок. Своєю підкресленою увагою до «людських проблем» соціальна історія ФРН нагадувала французьку соціальну історію. З іншого боку, в німецькій «соціальній історії» збереглося багато елементів ідеологічного історизму з його підкресленням політичних факторів і значення діяльності видатних осіб. Застосування кількісних методів також не одержало широкого поширення.
Разом з тим звернення до нової соціальної історії суттєво вплинуло на тематику німецької історіографії. Важливе місце в ній зайняла історія робітничого руху. Достатньо визначити гейдельберзьку школу В.Конце і марбурзьку В.Абендрота. У останні десятиліття під чималим впливом англо-французької історіографії склалася школа «повсякденної історії», яка відобразила прагнення повернутись до нарративної розповіді і розповісти про «маленьку людину».
Близькими до британських були і залишаються погляди німецьких теоретиків «соціальної історії», у працях яких, однак, більше пов'язань з теоретичною спадщиною К.Маркса, К.Лампрехта, М.Вебера. Німецька «соціальна історія» інституалізувалася після створення 1972 р. часопису «Історія і суспільство», а трохи згодом спеціальної дослідницької групи з теорії історії, в яку увійшли провідні вчені напрямку Ю.Коцка, Ю.Рюзен, Р.Козеллєк, Г.Пуле, В. Ю. Моммзен, Т.Ніппердей та ін. Група опублікувала тритомник методологічних досліджень («Об'єктивність і партійність в історичному дослідженні», 1977, «Історичний процес», 1978, «Теорія і метод в історії», 1979).